# رئاسة وليام ماكينلي
بدأت رئاسة وليام ماكينلي في 4 مارس 1897، عندما نصب وليام ماكينلي وانتهت في 14 سبتمبر 1901، بعد اغتياله. اشتهر ماكينلي -وهو جمهوري قديم- بإدارته الحرب الإسبانية الأمريكية الناجحة (1898)، وتحرير كوبا من إسبانيا. الحصول على ملكية جمهورية هاواي؛ وشراء الفلبين وغوام وبورتوريكو. وهي تشمل تعرفة دينغلي 1897 التي رفعت الأسعار لحماية المصنعين وعمال المصانع من المنافسة الأجنبية، وقانون معيار الذهب لعام 1900 الذي رفض المقترحات التضخمية المجانية للفضة. كان النمو الاقتصادي السريع وتراجع الصراع العمالي بمثابة علامة على الرئاسة إذ أعيد انتخابه بسهولة وبأغلبية ساحقة.
تولى ماكينلي، الرئيس الخامس والعشرين للولايات المتحدة، منصبه بعد الانتخابات الرئاسية عام 1896، والتي هزم فيها الديمقراطي وليام جينينغز برايان. في الحملة، دعا ماكينلي إلى ما وصفه بالمال السليم، ووعد بأن التعريفات المرتفعة ستعيد الرخاء، وشجب برايان باعتباره راديكاليًا روج للحرب الطبقية. هزم برايان مرة أخرى في الانتخابات الرئاسية عام 1900، في حملة ركزت على الإمبريالية في الفلبين، والتعريفات الجمركية العالية، والفضة المجانية. شكلت رئاسة ماكينلي بداية حقبة في التاريخ السياسي الأمريكي، أطلق عليها: نظام الحزب الرابع أو العصر التقدمي، والتي استمرت من منتصف تسعينيات القرن التاسع عشر إلى أوائل الثلاثينيات. على المستوى الوطني، هيمن الحزب الجمهوري بشكل عام على تلك الفترة.
في 1897-1898، كانت القضية الأكثر إلحاحًا هي التمرد في كوبا ضد الحكم الاستعماري الإسباني القمعي الذي كان يزداد سوءًا لسنوات. تعاطف الأمريكيون مع المتمردين وطالبوا بالتحرك لحل الأزمة. حاولت الإدارة إقناع إسبانيا بتحرير حكمها ولكن عندما فشلت المفاوضات، أراد الطرفان الحرب. كان الانتصار الأمريكي في الحرب الإسبانية الأمريكية سريعًا وحاسمًا. خلال الحرب، استولت الولايات المتحدة مؤقتًا على كوبا؛ لقد وعدت بالاستقلال لكنها بقيت تحت سيطرة الجيش الأمريكي طوال فترة رئاسة ماكينلي. نوقش وضع الفلبين بشدة، وأصبح قضية في انتخابات عام 1900، حيث عارض الديمقراطيون الملكية الأمريكية. قرر ماكينلي أنها بحاجة إلى حماية أمريكية وبقيت تحت سيطرة الولايات المتحدة حتى الأربعينيات. نتيجة للحرب، استحوذت الولايات المتحدة أيضًا على غوام وبورتوريكو بشكل دائم. تحت قيادة ماكينلي، ضمت الولايات المتحدة أيضًا جمهورية هاواي المستقلة في عام 1898. على عكس الممتلكات الجديدة الأخرى، أصبح مواطنو هاواي مواطنين أمريكيين وأصبحت هاواي إقليمًا مع حاكم معين. خلقت سياسة ماكينلي الخارجية إمبراطورية في الخارج ووضعت الولايات المتحدة على قائمة القوى الكبرى في العالم.

في عام 1897، تعافى الاقتصاد بسرعة من الكساد الحاد، الذي أطلق عليه اسم ذعر عام 1893. جادل أنصار ماكينلي في عام 1900 بأن التعريفة الجديدة المرتفعة والالتزام بمعيار الذهب كانا مسؤولين. عادة ما يصنف المؤرخون الذين ينظرون إلى سياساته الداخلية والخارجية ماكينلي كرئيس فوق المتوسط. مؤرخ لويس ل. جولد يجادل بأن ماكينلي كان أول رئيس حديث:
كان زعيمًا سياسيًا أكد أن الجمهوريين هم حزب الأغلبية في البلاد. لقد كان مهندس مغامرات مهمة في السياسة الخارجية. وكان مساهمًا هامًا في تطور الرئاسة الحديثة. حول هذه الإنجازات تكمن ادعاءاته الجوهرية كشخصية مهمة في تاريخ الولايات المتحدة.

## انتخاب 1896
صعد ماكينلي إلى مكانة بارزة داخل الحزب الجمهوري بصفته عضوًا في الكونغرس مرتبطًا ارتباطًا وثيقًا بالتعريفات الوقائية. نال شهرة وطنية في ثمانينيات وتسعينيات القرن التاسع عشر بسبب حملته الانتخابية على مستوى البلاد، وفي عام 1891 فاز في انتخابات حاكم ولاية أوهايو. في الفترة التي سبقت انتخابات عام 1896، قام ماكينلي ومديره، رجل الأعمال من كليفلاند مارك هانا، ببناء الدعم بهدوء للترشح الرئاسي. عندما أرسل المنافسان رئيس البرلمان توماس براكيت ريد والسناتور وليام بي أليسون عملاء خارج ولاياتهم لتنظيم الدعم لترشيحاتهم، وجدوا أن عملاء ماكينلي سبقوهم. بحلول الوقت الذي بدأ فيه المؤتمر الوطني الجمهوري لعام 1896 في سانت لويس في يونيو، كان لدى ماكينلي أغلبية كبيرة من المندوبين، وفاز بالترشيح في الاقتراع الأول للاتفاقية. اختير هانا نائب رئيس اللجنة الوطنية للحزب الجمهوري غاريت هوبارت من نيوجيرسي لمنصب نائب الرئيس. هوبارت، محام ثري ورجل أعمال ومشرع سابق للولاية، لم يكن معروفًا على نطاق واسع، ولكن كما أشار كاتب سيرة هانا هربرت كرولي، إذا لم يفعل شيئًا يذكر لتعزيز البطاقة، فلن يفعل شيئًا لإضعافها.
في الأيام الأخيرة التي سبقت المؤتمر، قرر ماكينلي، بعد أن سمع من السياسيين ورجال الأعمال، أن المنصة يجب أن تصادق على قاعدة الذهب، على الرغم من أنه ينبغي أن يسمح بنظام المعدنين باتفاق دولي. أدى اعتماد البرنامج إلى انسحاب بعض المندوبين الغربيين، بقيادة عضو مجلس الشيوخ عن ولاية كولورادو هنري إم تيلر، من المؤتمر. ومع ذلك، لم يكن الجمهوريون منقسمين حول هذه القضية كما كان الديمقراطيون، خاصة وأن ماكينلي وعد بتقديم تنازلات مستقبلية لمناصري الفضة. أيد الرئيس الديمقراطي جروفر كليفلاند بشدة المعيار الذهبي، لكن عددًا متزايدًا من الديمقراطيين الريفيين، خاصة في حزام الذرة والولايات الغربية، دعا إلى نظام الفضة الحرة ثنائي المعدن. سيطر الفضيون على المؤتمر الوطني الديمقراطي لعام 1896 واختاروا وليام جينينغز برايان لمنصب الرئيس. لقد كهر المندوبين بخطابه على صليب الذهب الذي اشتهر بجملة ختامية، لا تضغط على جبين العمل تاج الشوك هذا، ولا تصلب البشرية على صليب من ذهب. صدم التطرف المالي لبرايان المصرفيين، حيث اعتقد الكثيرون أن برنامجه التضخمي سيؤدي إلى إفلاس السكك الحديدية وتدمر الاقتصاد. صقل هانا دعم هؤلاء المصرفيين، ما منح الجمهوريين ميزة مالية هائلة سمحت لحملة ماكينلي باستثمار 3.5 مليون دولار للمتحدثين وتوزيع أكثر من 200 مليون كتيب يدافع عن موقف الجمهوريين بشأن المسائل المالية والتعريفة.
قام الحزب الجمهوري بطباعة وتوزيع 200 مليون كتيب وأرسل المئات من المتحدثين في جميع أنحاء البلاد لإلقاء الخطب الجذابة نيابة عن ماكينلي. صور برايان على أنه راديكالي وديماغوجي واشتراكي، بينما صور ماكينلي على أنه الضامن للعمالة الكاملة والنمو الصناعي. بحلول نهاية سبتمبر، كان الحزب قد توقف عن طباعة المواد الخاصة بقضية الفضة، وكان يركز بالكامل على مسألة التعريفة الجمركية. ثبت أن ساحة المعركة هي الغرب الأوسط - جرى التنازل عن الجنوب ومعظم الغرب للديمقراطيين - وقضى برايان معظم وقته في تلك الولايات الحاسمة.
في 3 نوفمبر 1896، انتصر ماكينلي، وفاز في تصويت الهيئة الانتخابية بـ271 مقابل 176، وحصل على 7,102,246 صوتًا شعبيًا مقابل 6,502,925 لبرايان. فاز ماكينلي في الشمال الشرقي والغرب الأوسط بأكمله. ركز برايان بالكامل على قضية الفضة، ولم يفشل في توسيع نطاق جاذبيته لتشمل عمال المدن. انتصرت وجهة نظر ماكينلي حول قيام حكومة مركزية أقوى ببناء صناعة أمريكية من خلال التعريفات الوقائية والدولار القائم على الذهب. ضم تحالف ماكينلي معظم المدن الشمالية، والمزارعين الأثرياء، والعمال الصناعيين، ومعظم الناخبين من أصل عرقي باستثناء الإيرلنديين الأمريكيين. غالبًا ما يُنظر إلى الانتخابات الرئاسية لعام 1896 على أنها انتخابات إعادة تنظيم، حيث تحول تركيز الأمة معها من إصلاح الأضرار التي سببتها الحرب الأهلية إلى البناء للمستقبل من خلال الإصلاح الاجتماعي. كانت أيضًا انتخابات إعادة تنظيم حيث أطلقت فترة طويلة من سيطرة الجمهوريين على الكونجرس والبيت الأبيض، نظام الحزب الرابع، والتي استمرت حتى عام 1932.